# Dekanat Wyrzysk
Dekanat Wyrzysk – jeden z dwudziestu jeden dekanatów w rzymskokatolickiej diecezji bydgoskiej.

## Parafie
W skład dekanatu wchodzi 8 parafii (kolejność według dat erygowania parafii):
| Lp | Miejscowość / parafia                                      | Rok erygowania | Patron                              | Odpust parafialny                           | Uwagi                                                                                            | Zdjęcie |
| -- | ---------------------------------------------------------- | -------------- | ----------------------------------- | ------------------------------------------- | ------------------------------------------------------------------------------------------------ | ------- |
| 1  | Krostkowo św. Mikołaja i bł. Biskupa Michała Kozala        | XII/XIII w.    | św. Mikołaj z Miry bł. Michał Kozal | 6 grudnia, 1 czerwca                        | Kościół parafialny z 1865 roku (w rejestrze zabytków)                                            |         |
| 2  | Glesno św. Jadwigi                                         | XIII w.        | św. Jadwiga Śląska                  | 16 października                             | Neobarokowy kościół parafialny z 1924 roku (w rejestrze zabytków)                                |         |
| 3  | Kosztowo św. Anny                                          | 1278-1370      | Święta Anna                         | 26 lipca                                    | Kościół parafialny z 1888 roku (w rejestrze zabytków)                                            |         |
| 4  | Wyrzysk św. Marcina Biskupa                                | 1440           | św. Marcin z Tours                  | 11 listopada                                | Neogotycki kościół parafialny z 1861 roku (w rejestrze zabytków), www                            |         |
| 5  | Białośliwie Najświętszego Serca Pana Jezusa                | 1923           | Najświętsze Serce Jezusa            | Uroczystość Najświętszego Serca Pana Jezusa | Kościół parafialny zbud. w l. 1927-1929; kaplica Niepokalanego Serca NMP w Pobórce Wielkiej; www |         |
| 6  | Osiek nad Notecią św. Józefa                               | 1925           | św. Józef z Nazaretu                | 19 marca                                    | Kościół parafialny zbud. w l. 1935-1937                                                          |         |
| 7  | Żelazno Przenajdroższej Krwi Pana Naszego Jezusa Chrystusa | 1978           | Najdroższa Krew Jezusa Chrystusa    | niedziela w oktawie Bożego Ciała            | Kościół parafialny wzniesiony w l. 1988-1995; www                                                |         |
| 8  | Nieżychowo Niepokalanego Poczęcia NMP                      | 1995           | Niepokalane Poczęcie NMP            | 8 grudnia                                   | Kościół w stylu nowoczesnym                                                                      |         |